# Torres Llaves de Oro
Las Torres Llaves de Oro  son un complejo urbanístico compuesto de dos rascacielos gemelos, Torre Llaves de Oro 1 y Torre Llaves de Oro 2. Está localizado en Valencia, España. Su construcción se completó en 2003. Tiene un total de 26 plantas, aunque existe altura por encima de la última planta, y su altura llega a los 100 metros. Es uno de los edificios más altos de la ciudad, junto a los rascacielos Hilton Valencia, Torre de Francia, Aqua Multiespacio. Tiene la misma altura que la torre Ademuz.